# Michael E. Fisher
Michael Ellis Fisher (Fyzabad, 3 settembre 1931 – 26 novembre 2021) è stato un fisico britannico, conosciuto per i suoi contributi in  meccanica statistica, tra cui quelli riguardanti la teoria delle transizioni di fase.

## Riconoscimenti
- 1980 Premio Wolf per la fisica
- 1983 Medaglia Boltzmann
- 1995 Premio Onsager
- 2005 Medaglia Royal